# Рогалево (Новосибирская область)
Рогалево — село в Ордынском районе Новосибирской области России. Административный центр Рогалевского сельсовета.

## Административная история
Первую ревизскую перепись в селе Агафоново-Рогалёво провёл в 1781 г. десятник Агафон Школдин. В дальнейшем в дореволюционных документах селение также именовалось Рогалёвское, входило в состав Ордынской (Ординской) волости Барнаульского округа (уезда) Томской губернии.
к 1880 году, в Рогалёво насчитывалось 40 дворов. По переписи 1901 г. насчитывалось 163 двора старожилов (507 мужчин / из них 266 совершеннолетних, и 499 женщин / из них 266 совершеннолетних). С конца XIX века растёт число дворов переселенцев.
Большую часть населения составляли старожилы, однако небольшая часть также относилась к переселенцам (как конца XIX — начала XX в., так и столыпинским).
До начала XX в. в селе существовала часовня, в которую иногда приезжал священник из Ордынского, а жители были прихожанами в церкви с. Чингис. С начала XX в. в селе возник собственный приход — церковь Михаила Архангела.
После упразднения уездов Рогалево до 1935 г. относилось к Спиринскому району (в 1925—1930 гг. — в составе Каменского округа Сибирского края, с 1930 — в составе разукрупнённого Западно-Сибирского края), затем Спиринский район был большей частью включён в состав Ордынского.

## География
Площадь села — 166 гектаров.

## Население
| 2002 | 2007 | 2010 | 2012 | 2013 | 2014 | 2015 |
| ---- | ---- | ---- | ---- | ---- | ---- | ---- |
| 817  | ↗952 | ↘712 | ↗715 | ↗726 | ↘685 | ↘677 |
| 2016 | 2017 | 2018 | 2019 | 2020 | 2021 |      |
| →677 | ↗684 | ↗697 | ↘687 | ↗688 | ↘672 |      |

## Инфраструктура
В селе по данным на 2007 год функционируют 1 учреждение здравоохранения и 1 учреждение образования.